# Flash Nero
Flash Nero (Black Flash) è un personaggio dei fumetti creato da Grant Morrison, Mark Millar (testi) e dall'artista Ron Wagner (disegni), pubblicato dalla DC Comics. È apparso per la prima volta in The Flash (vol. 2) n. 138 (giugno 1998).

## Storia editoriale
Il personaggio è stato creato da Grant Morrison e Mark Millar, ed è comparso per la prima volta in The Flash n. 138 del giugno 1998.
Flash Nero non dovrebbe essere confuso con altre personificazioni della morte nell'Universo DC, come Nekron, Black Racer e Morte degli Eterni. Sebbene un numero di Capitan Atom suggerisca che Morte degli Eterni, Black Racer e Nekron siano tutti aspetti della stessa forza, Neil Gaiman (creatore di Death of the Endless) è in disaccordo con quest'idea, affermando che la sua creazione è la personificazione finale della morte.

## Biografia del personaggio
Flash Nero ha lo stesso ruolo della morte per coloro dell'Universo DC che posseggono la super velocità, facendoli tornare alla fonte dei loro poteri: la Forza della velocità. Si è visto prima delle morti di Barry Allen e Johnny Quick. Max Mercury, avendo avuto molte esperienze vicino alla morte, lo può vedere.
Non è chiaro se Flash Nero esista perché i velocisti sono troppo veloci per essere catturati dalla morte normale o come una sorta di bizzarro effetto collaterale alla loro connessione alla Forza della velocità.
Venne a prendere Wally West, in quel periodo Flash, per portarlo nella Forza della velocità, ma finì invece col portarvi Linda, la sua ragazza. Max Mercury, Jay Garrick e Jesse Quick tentarono di distrarre Flash Nero da Wally, senza risultato; Flash finalmente batté Flash Nero correndo fino alla fine del tempo, fino a un punto in cui la Morte non ha significato, facendolo così scomparire.
Flash Nero apparve a Bart Allen (all'epoca nei panni di Flash) quando Flash perde i suoi poteri battendosi con i Nemici al Getty Center. Bart viene ucciso poco dopo dai Nemici, spaventati dal pensiero che potesse vincere anche senza poteri.
Più recentemente, Flash Nero si rivela rappresentare l'Aspetto Oscuro della Forza della velocità, che è responsabile del potenziamento dei figli di Wally West. La connessione del Flash Nero alla morte è limitata a coloro collegati alla Forza della velocità.

## Poteri e abilità
Si dice che Flash Nero sia veloce quanto uno qualsiasi degli eroi di Flash e capace di correre almeno dieci volte alla velocità della luce. In quanto tale, può essere considerato forse più veloce dello stesso Wally West che è il più veloce dei Flash.
È capace di congelare il tempo per coloro al di fuori della Forza della Velocità. È in grado di attirare non-velocisti nella Forza della Velocità dopo essere stato in grado di portarci Linda Park. Ha dimostrato di essere in grado di incarnarsi all'interno di un corpo ospite, a un certo punto è all'interno di Barry Allen.
Flash Nero sembra avere una connessione con altri aspetti della morte nell'universo DC, in particolare Black Racer.

## Altri media

### Cinema
La nuova incarnazione del Flash Nero appare come antagonista principale nel film del DC Extended Universe The Flash (2023), interpretato dallo stesso attore statunitense Ezra Miller. In questa versione del personaggio si chiama il Dark Flash, ed è una variante futuristica, corrotta e mostruosa del Barry Allen della timeline alternativa del 2013, che ha dedicato la sua vita a cercare inutilmente di salvare il suo mondo (Terra-89) dal Generale Zod, in modo da non perdere la madre Nora, Bruce Wayne (Batman) e Kara Zor-El (Supergirl), nonostante gli avvertimenti del suo alter ego sulla distruzione dell'universo e del fatto che la morte della donna fosse un punto fisso nel tempo; inoltre ha fatto sì che Barry stesso lo creasse mediante un paradosso, spingendolo fuori dalla Bolla Temporale e facendolo approdare nel 2013. Durante lo scontro finale, Dark Flash tenta di uccidere il primo Barry per continuare la sua missione ed impedirgli di disfare il suo cambiamento alla linea temporale, convinto ormai che solo così potrà salvare sia Nora che Bruce e Kara, ma il suo più giovane sé stesso si sacrifica per salvarlo. Dopo aver ucciso il suo omologo più giovane, Dark Flash si disintegra definitivamente (essendo ora morto il suo sé stesso nel passato, egli non può quindi esistere nel futuro e viene così rimosso dall'esistenza).

### Televisione
- Appare sporadicamente in due serie dell'Arrowverse, universo immaginario televisivo: The Flash e Legends of Tomorrow.
  - In The Flash, nel finale della seconda stagione Hunter Zolomon / Zoom viene trasformato nel Flash Nero dagli spettri del tempo[6][7].
  - Nel decimo episodio della seconda stagione di Legends of Tomorrow[8], Flash Nero appare nuovamente come inseguitore del velocista Eobard Thawne/Anti-Flash, alleato di Merlyn e Dhark. Viene specificato che si muove attraverso il tempo per inseguirlo e restituirlo all'oblio a cui Eobard dovrebbe appartenere. Riesce nel suo intento nel finale di stagione, sebbene in seguito l'Anti-Flash tornerà in vita grazie ai paradossi temporali.
  - Nel finale della terza stagione di The Flash, quando Savitar apre un portale per la Forza della Velocità, ne esce il Flash Nero, che viene però subito congelato da Caitlin.

### Videogiochi
Flash Nero appare in Justice League Heroes: The Flash per Game Boy Advance. Quando Flash muore, viene cercato dal Flash Nero. Se il giocatore sfugge alla cattura, viene ricompensato con un'altra chance di continuare il gioco, tornando con metà della vita e senza perdere la vita corrente. Dopo ogni morte, la difficoltà nello sfuggire al Flash Nero cresce gradualmente.